# Зардолубог
Зардолубо́г (тадж. Зардолубоғ) — село у складі Хатлонської області Таджикистану. Входить до складу джамоату імені Міралі Махмадалієва Восейського району.
Назва означає абрикосовий сад. Колишня назва — Куйбишев, Тоскала.
Населення — 884 особи (2010; 815 в 2009).